# Svante Ryman
Svante Ryman – szwedzki brydżysta.
Jego żona, Mari Lindblom, jest czołową szwedzkim brydżystą. Ich córka, Jenny Wolpert, po przeprowadzeniu się do USA, jest profesjonalną brydżystką.
W latach 1991–1992 Svante Ryman był niegrającym kapitanem drużyny Szwedzkiej.

## Wyniki brydżowe

### Zawody europejskie
W europejskich zawodach zdobył następujące lokaty:
| Zawody europejskie. Konkurencja teamów | Zawody europejskie. Konkurencja teamów | Zawody europejskie. Konkurencja teamów   | Zawody europejskie. Konkurencja teamów | Zawody europejskie. Konkurencja teamów | Zawody europejskie. Konkurencja teamów |
| Rok                                    | Miejsce                                | Zawody                                   | Kategoria                              | Drużyna                                | Pozycja                                |
| -------------------------------------- | -------------------------------------- | ---------------------------------------- | -------------------------------------- | -------------------------------------- | -------------------------------------- |
| 2005                                   | Bruksela                               | 4. Puchar Europy Teamów                  | Open                                   | NBS-Sweden                             | 6                                      |
| 2003                                   | Mentona                                | 1. Otwarte Mistrzostwa Europy            | Open                                   | Larsson                                | 127                                    |
| 2003                                   | Mentona                                | 1. Otwarte Mistrzostwa Europy            | Miksty                                 | Ryman                                  | 96                                     |
| 1974                                   | Kopenhaga                              | 4. Młodzieżowe Mistrzostwa Europy Teamów | Juniorzy                               | Sweden                                 | 1                                      |

| Zawody europejskie. Konkurencja par | Zawody europejskie. Konkurencja par | Zawody europejskie. Konkurencja par | Zawody europejskie. Konkurencja par | Zawody europejskie. Konkurencja par | Zawody europejskie. Konkurencja par |
| Rok                                 | Miejsce                             | Zawody                              | Kategoria                           | Partner                             | Pozycja                             |
| ----------------------------------- | ----------------------------------- | ----------------------------------- | ----------------------------------- | ----------------------------------- | ----------------------------------- |
| 2003                                | Mentona                             | 1. Otwarte Mistrzostwa Europy       | Open                                | Gunnar Hallberg                     | 171                                 |
| 2003                                | Mentona                             | 1. Otwarte Mistrzostwa Europy       | Mikst                               | Mari Ryman                          | 37                                  |

## Klasyfikacja
- Svante Ryman – klasyfikacja EBL (ang.)
- Svante Ryman – klasyfikacja WBF (ang.)